# Lucio Pasidieno Firmo
Lucio Pasidieno Firmo (en latín Lucius Pasidienus Firmus) fue un senador romano del siglo I, que desarrolló su carrera bajo Nerón y Vespasiano.

## Familia
Era hijo de Publio Pasidieno Firmo, consul suffectus en 65, bajo Nerón. 

## Carrera política
Su único cargo conocido fue el de consul suffectus entre junio y agosto de 75.